# Puccinia fraseri
Puccinia fraseri ist eine Ständerpilzart aus der Ordnung der Rostpilze (Pucciniales). Der Pilz ist ein Endoparasit der Korbblütlergattung Hieracium. Symptome des Befalls durch die Art sind Rostflecken und „Pusteln“ auf den Blattoberflächen der Wirtspflanzen. Sie ist im östlichen Nordamerika verbreitet.

## Merkmale

### Makroskopische Merkmale
Puccinia fraseri ist mit bloßem Auge nur anhand der auf der Oberfläche des Wirtes hervortretenden Sporenlager zu erkennen. Sie wachsen in Nestern, die als gelbliche bis braune Flecken und Pusteln auf den Blattoberflächen erscheinen.

### Mikroskopische Merkmale
Das Myzel von Puccinia fraseri wächst wie bei allen Puccinia-Arten interzellulär und bildet Saugfäden, die in das Speichergewebe des Wirtes wachsen. Ihre Spermogonien und Aecien sind unbekannt, gleiches gilt für die Uredien des Pilzes und ihre Uredosporen. Die blattunterseitig auf den Wirtsblättern wachsenden Telien der Art sind leuchtend gelb, kompakt und bedeckt, sie stehen in dichten Gruppen. Die hyalinen bis leicht gelblichen Teliosporen sind zweizellig, in der Regel lang eiförmig bis schmalellipsoid und 36–46 × 16–20 µm groß. Ihre Stiele sind farblos und bis zu 70 µm lang.

## Verbreitung
Das bekannte Verbreitungsgebiet von Puccinia fraseri reicht von Nova Scotia und Pennsylvania bis nach Québec und Montana.

## Ökologie
Die Wirtspflanzen von Puccinia fraseri sind verschiedene Hieracium-Arten. Der Pilz ernährt sich von den im Speichergewebe der Pflanzen vorhandenen Nährstoffen, seine Sporenlager brechen später durch die Blattoberfläche und setzen Sporen frei. Die Art durchläuft einen Entwicklungszyklus, von dem bislang nur Telien sowie deren Wirt bekannt sind; Uredien, Spermogonien und Aecien konnten ihr nicht zugewiesen werden.